# Coupe Davis 1958
Pour un article plus général, voir Coupe Davis.
Navigation
Édition précédente Édition suivante
La Coupe Davis 1958 est la 47e édition de ce tournoi de tennis professionnel masculin par nations. Les rencontres se déroulent du 28 mars au 31 décembre dans différents lieux.
Les États-Unis (triple finalistes sortant) remporte leur 18e saladier d'argent grâce à leur victoire lors du "Challenge Round" face à l'Australie (triple tenante du titre) par trois victoires à deux.

## Contexte
Le tournoi se déroule au préalable dans les tours préliminaires des zones continentales. Un total de 37 nations participent à la compétition :
- 7 dans la "Zone Amérique",
- 5 dans la "Zone Est" (incluant l'Asie et l'Océanie),
- 24 dans la "Zone Europe" (incluant l'Afrique),,
- plus l'Australie ayant remporté l'édition précédente, ainsi qualifiée pour le "Challenge round".

## Résultats

### Tableau du top 16 mondial
|  | Huitièmes de finale Plusieurs dates                                           | Huitièmes de finale Plusieurs dates                                           |                                                                                         |                                                  | Quarts de finale Plusieurs dates                                                    | Quarts de finale Plusieurs dates                                                    |   |  | Demi-finales Plusieurs dates                                     | Demi-finales Plusieurs dates                                     |  |  | Finale du tout venant 19 - 21 décembre   | Finale du tout venant 19 - 21 décembre   |
|  | Huitièmes de finale Plusieurs dates                                           | Huitièmes de finale Plusieurs dates                                           |                                                                                         |                                                  | Quarts de finale Plusieurs dates                                                    | Quarts de finale Plusieurs dates                                                    |   |  | Demi-finales Plusieurs dates                                     | Demi-finales Plusieurs dates                                     |  |  | Finale du tout venant 19 - 21 décembre   | Finale du tout venant 19 - 21 décembre   |
|  |                                                                               |                                                                               |                                                                                         |                                                  |                                                                                     |                                                                                     |   |  |                                                                  |                                                                  |  |  |                                          |                                          |
|  |                                                                               |                                                                               |                                                                                         |                                                  | Demi-finale Amériques (19 - 21 juillet) Buenos Aires, Argentine (terre battue ext.) | Demi-finale Amériques (19 - 21 juillet) Buenos Aires, Argentine (terre battue ext.) |   |  | Finale Amériques (15 - 18 août) Rye, NY, États-Unis (gazon ext.) | Finale Amériques (15 - 18 août) Rye, NY, États-Unis (gazon ext.) |  |  | Inter-zone Perth, Australie (gazon ext.) | Inter-zone Perth, Australie (gazon ext.) |
|  |                                                                               |                                                                               |                                                                                         |                                                  | Demi-finale Amériques (19 - 21 juillet) Buenos Aires, Argentine (terre battue ext.) | Demi-finale Amériques (19 - 21 juillet) Buenos Aires, Argentine (terre battue ext.) |   |  | Finale Amériques (15 - 18 août) Rye, NY, États-Unis (gazon ext.) | Finale Amériques (15 - 18 août) Rye, NY, États-Unis (gazon ext.) |  |  | Inter-zone Perth, Australie (gazon ext.) | Inter-zone Perth, Australie (gazon ext.) |
|  | Israël                                                                        |                                                                               |                                                                                         |                                                  | Demi-finale Amériques (19 - 21 juillet) Buenos Aires, Argentine (terre battue ext.) | Demi-finale Amériques (19 - 21 juillet) Buenos Aires, Argentine (terre battue ext.) |   |  | Finale Amériques (15 - 18 août) Rye, NY, États-Unis (gazon ext.) | Finale Amériques (15 - 18 août) Rye, NY, États-Unis (gazon ext.) |  |  | Inter-zone Perth, Australie (gazon ext.) | Inter-zone Perth, Australie (gazon ext.) |
|  |                                                                               |                                                                               |                                                                                         |                                                  | Demi-finale Amériques (19 - 21 juillet) Buenos Aires, Argentine (terre battue ext.) | Demi-finale Amériques (19 - 21 juillet) Buenos Aires, Argentine (terre battue ext.) |   |  | Finale Amériques (15 - 18 août) Rye, NY, États-Unis (gazon ext.) | Finale Amériques (15 - 18 août) Rye, NY, États-Unis (gazon ext.) |  |  | Inter-zone Perth, Australie (gazon ext.) | Inter-zone Perth, Australie (gazon ext.) |
|  | Bye                                                                           |                                                                               |                                                                                         |                                                  | Demi-finale Amériques (19 - 21 juillet) Buenos Aires, Argentine (terre battue ext.) | Demi-finale Amériques (19 - 21 juillet) Buenos Aires, Argentine (terre battue ext.) |   |  | Finale Amériques (15 - 18 août) Rye, NY, États-Unis (gazon ext.) | Finale Amériques (15 - 18 août) Rye, NY, États-Unis (gazon ext.) |  |  | Inter-zone Perth, Australie (gazon ext.) | Inter-zone Perth, Australie (gazon ext.) |
|  | Israël                                                                        | 0                                                                             |                                                                                         |                                                  |                                                                                     |                                                                                     |   |  | Finale Amériques (15 - 18 août) Rye, NY, États-Unis (gazon ext.) | Finale Amériques (15 - 18 août) Rye, NY, États-Unis (gazon ext.) |  |  | Inter-zone Perth, Australie (gazon ext.) | Inter-zone Perth, Australie (gazon ext.) |
|  | Israël                                                                        | 0                                                                             | Quart de finale Amériques (10 - 12 juillet) Buenos Aires, Argentine (terre battue ext.) |                                                  |                                                                                     |                                                                                     |   |  | Finale Amériques (15 - 18 août) Rye, NY, États-Unis (gazon ext.) | Finale Amériques (15 - 18 août) Rye, NY, États-Unis (gazon ext.) |  |  | Inter-zone Perth, Australie (gazon ext.) | Inter-zone Perth, Australie (gazon ext.) |
|  |                                                                               | Argentine                                                                     | 5                                                                                       |                                                  |                                                                                     |                                                                                     |   |  | Finale Amériques (15 - 18 août) Rye, NY, États-Unis (gazon ext.) | Finale Amériques (15 - 18 août) Rye, NY, États-Unis (gazon ext.) |  |  | Inter-zone Perth, Australie (gazon ext.) | Inter-zone Perth, Australie (gazon ext.) |
|  | Argentine                                                                     | Argentine                                                                     | 5                                                                                       | 5                                                |                                                                                     |                                                                                     |   |  | Finale Amériques (15 - 18 août) Rye, NY, États-Unis (gazon ext.) | Finale Amériques (15 - 18 août) Rye, NY, États-Unis (gazon ext.) |  |  | Inter-zone Perth, Australie (gazon ext.) | Inter-zone Perth, Australie (gazon ext.) |
|  | Argentine                                                                     | Demi-finale Amériques (11 - 13 juillet) Toronto, Canada (terre battue ext.)   |                                                                                         | 5                                                |                                                                                     |                                                                                     |   |  | Finale Amériques (15 - 18 août) Rye, NY, États-Unis (gazon ext.) | Finale Amériques (15 - 18 août) Rye, NY, États-Unis (gazon ext.) |  |  | Inter-zone Perth, Australie (gazon ext.) | Inter-zone Perth, Australie (gazon ext.) |
|  | Indes occidentales                                                            | 0                                                                             |                                                                                         |                                                  |                                                                                     |                                                                                     |   |  | Finale Amériques (15 - 18 août) Rye, NY, États-Unis (gazon ext.) | Finale Amériques (15 - 18 août) Rye, NY, États-Unis (gazon ext.) |  |  | Inter-zone Perth, Australie (gazon ext.) | Inter-zone Perth, Australie (gazon ext.) |
|  | Indes occidentales                                                            | 0                                                                             | Argentine                                                                               | 0                                                |                                                                                     |                                                                                     |   |  |                                                                  |                                                                  |  |  | Inter-zone Perth, Australie (gazon ext.) | Inter-zone Perth, Australie (gazon ext.) |
|  | Quart de finale Amériques (4 - 6 juillet) Toronto, Canada (terre battue ext.) |                                                                               | Argentine                                                                               | 0                                                |                                                                                     |                                                                                     |   |  |                                                                  |                                                                  |  |  | Inter-zone Perth, Australie (gazon ext.) | Inter-zone Perth, Australie (gazon ext.) |
|  |                                                                               | États-Unis                                                                    | 5                                                                                       |                                                  |                                                                                     |                                                                                     |   |  |                                                                  |                                                                  |  |  | Inter-zone Perth, Australie (gazon ext.) | Inter-zone Perth, Australie (gazon ext.) |
|  | Canada                                                                        | États-Unis                                                                    | 5                                                                                       | 5                                                |                                                                                     |                                                                                     |   |  |                                                                  |                                                                  |  |  | Inter-zone Perth, Australie (gazon ext.) | Inter-zone Perth, Australie (gazon ext.) |
|  | Canada                                                                        | Inter-zone (6 - 8 décembre) Sydney, Australie (gazon ext.)                    |                                                                                         | 5                                                |                                                                                     |                                                                                     |   |  |                                                                  |                                                                  |  |  | Inter-zone Perth, Australie (gazon ext.) | Inter-zone Perth, Australie (gazon ext.) |
|  | Cuba                                                                          | 0                                                                             |                                                                                         |                                                  |                                                                                     |                                                                                     |   |  |                                                                  |                                                                  |  |  | Inter-zone Perth, Australie (gazon ext.) | Inter-zone Perth, Australie (gazon ext.) |
|  | Cuba                                                                          | 0                                                                             | Canada                                                                                  | 0                                                |                                                                                     |                                                                                     |   |  |                                                                  |                                                                  |  |  | Inter-zone Perth, Australie (gazon ext.) | Inter-zone Perth, Australie (gazon ext.) |
|  | Quart de finale Amériques (16 - 18 mai) Caracas, Venezuela (???)              |                                                                               | Canada                                                                                  | 0                                                |                                                                                     |                                                                                     |   |  |                                                                  |                                                                  |  |  | Inter-zone Perth, Australie (gazon ext.) | Inter-zone Perth, Australie (gazon ext.) |
|  |                                                                               | États-Unis                                                                    | 5                                                                                       |                                                  |                                                                                     |                                                                                     |   |  |                                                                  |                                                                  |  |  | Inter-zone Perth, Australie (gazon ext.) | Inter-zone Perth, Australie (gazon ext.) |
|  | Venezuela                                                                     | États-Unis                                                                    | 5                                                                                       | 0                                                |                                                                                     |                                                                                     |   |  |                                                                  |                                                                  |  |  | Inter-zone Perth, Australie (gazon ext.) | Inter-zone Perth, Australie (gazon ext.) |
|  | Venezuela                                                                     | Finale Est (21 - 23 mai) Manille, Philippines (???)                           |                                                                                         | 0                                                |                                                                                     |                                                                                     |   |  |                                                                  |                                                                  |  |  | Inter-zone Perth, Australie (gazon ext.) | Inter-zone Perth, Australie (gazon ext.) |
|  | États-Unis                                                                    | 5                                                                             |                                                                                         |                                                  |                                                                                     |                                                                                     |   |  |                                                                  |                                                                  |  |  | Inter-zone Perth, Australie (gazon ext.) | Inter-zone Perth, Australie (gazon ext.) |
|  | États-Unis                                                                    | 5                                                                             | États-Unis                                                                              | 5                                                |                                                                                     |                                                                                     |   |  |                                                                  |                                                                  |  |  |                                          |                                          |
|  | Demi-finale Est (2 - 4 mai) Tokyo, Japon (???)                                |                                                                               | États-Unis                                                                              | 5                                                |                                                                                     |                                                                                     |   |  |                                                                  |                                                                  |  |  |                                          |                                          |
|  |                                                                               | Italie                                                                        | 0                                                                                       |                                                  |                                                                                     |                                                                                     |   |  |                                                                  |                                                                  |  |  |                                          |                                          |
|  | Japon                                                                         | Italie                                                                        | 0                                                                                       | 2                                                |                                                                                     |                                                                                     |   |  |                                                                  |                                                                  |  |  |                                          |                                          |
|  | Japon                                                                         |                                                                               |                                                                                         | 2                                                |                                                                                     |                                                                                     |   |  |                                                                  |                                                                  |  |  |                                          |                                          |
|  | Philippines                                                                   | 3                                                                             |                                                                                         |                                                  |                                                                                     |                                                                                     |   |  |                                                                  |                                                                  |  |  |                                          |                                          |
|  | Philippines                                                                   | 3                                                                             | Philippines                                                                             | 5                                                |                                                                                     |                                                                                     |   |  |                                                                  |                                                                  |  |  |                                          |                                          |
|  | Demi-finale Est (23 - 25 avril) Singapour, Singapour (gazon ext.)             |                                                                               | Philippines                                                                             | 5                                                |                                                                                     |                                                                                     |   |  |                                                                  |                                                                  |  |  |                                          |                                          |
|  |                                                                               | Sri Lanka                                                                     | 0                                                                                       |                                                  |                                                                                     |                                                                                     |   |  |                                                                  |                                                                  |  |  |                                          |                                          |
|  | Sri Lanka                                                                     | Sri Lanka                                                                     | 0                                                                                       | 3                                                |                                                                                     |                                                                                     |   |  |                                                                  |                                                                  |  |  |                                          |                                          |
|  | Sri Lanka                                                                     | Finale Europe (1er - 3 août) Milan, Italie (terre battue ext.)                |                                                                                         | 3                                                |                                                                                     |                                                                                     |   |  |                                                                  |                                                                  |  |  |                                          |                                          |
|  | Malaisie                                                                      | 1                                                                             |                                                                                         |                                                  |                                                                                     |                                                                                     |   |  |                                                                  |                                                                  |  |  |                                          |                                          |
|  | Malaisie                                                                      | 1                                                                             | Philippines                                                                             | 0                                                |                                                                                     |                                                                                     |   |  |                                                                  |                                                                  |  |  |                                          |                                          |
|  | Demi-finale Europe (18 - 20 juillet) Varsovie, Pologne (???)                  |                                                                               | Philippines                                                                             | 0                                                |                                                                                     |                                                                                     |   |  |                                                                  |                                                                  |  |  |                                          |                                          |
|  |                                                                               | Italie                                                                        | 5                                                                                       |                                                  |                                                                                     |                                                                                     |   |  |                                                                  |                                                                  |  |  |                                          |                                          |
|  | Italie                                                                        | Italie                                                                        | 5                                                                                       | 4                                                |                                                                                     |                                                                                     |   |  |                                                                  |                                                                  |  |  |                                          |                                          |
|  | Italie                                                                        |                                                                               |                                                                                         | 4                                                |                                                                                     |                                                                                     |   |  |                                                                  |                                                                  |  |  |                                          |                                          |
|  | Pologne                                                                       | 1                                                                             |                                                                                         | Challenge round 29 - 31 décembre                 | Challenge round 29 - 31 décembre                                                    |                                                                                     |   |  |                                                                  |                                                                  |  |  |                                          |                                          |
|  | Pologne                                                                       | 1                                                                             | Italie                                                                                  | Challenge round 29 - 31 décembre                 | Challenge round 29 - 31 décembre                                                    | 4                                                                                   |   |  |                                                                  |                                                                  |  |  |                                          |                                          |
|  | Demi-finale Europe (19 - 21 juillet) Manchester, Grande-Bretagne (gazon ext.) | Demi-finale Europe (19 - 21 juillet) Manchester, Grande-Bretagne (gazon ext.) | Italie                                                                                  | Challenge round Brisbane, Australie (gazon ext.) | Challenge round Brisbane, Australie (gazon ext.)                                    | 4                                                                                   |   |  |                                                                  |                                                                  |  |  |                                          |                                          |
|  | Demi-finale Europe (19 - 21 juillet) Manchester, Grande-Bretagne (gazon ext.) | Demi-finale Europe (19 - 21 juillet) Manchester, Grande-Bretagne (gazon ext.) |                                                                                         | Challenge round Brisbane, Australie (gazon ext.) | Challenge round Brisbane, Australie (gazon ext.)                                    | Grande-Bretagne                                                                     | 1 |  |                                                                  |                                                                  |  |  |                                          |                                          |
|  | France                                                                        | 0                                                                             | Australie                                                                               | 2                                                |                                                                                     | Grande-Bretagne                                                                     | 1 |  |                                                                  |                                                                  |  |  |                                          |                                          |
|  | France                                                                        | 0                                                                             | Australie                                                                               | 2                                                |                                                                                     |                                                                                     |   |  |                                                                  |                                                                  |  |  |                                          |                                          |
|  | Grande-Bretagne                                                               | 5                                                                             |                                                                                         | États-Unis                                       | 3                                                                                   |                                                                                     |   |  |                                                                  |                                                                  |  |  |                                          |                                          |
|  | Grande-Bretagne                                                               | 5                                                                             |                                                                                         | États-Unis                                       | 3                                                                                   |                                                                                     |   |  |                                                                  |                                                                  |  |  |                                          |                                          |

### Matchs détaillés

#### Finale du tout venant
| | États-Unis | 5                                   | -  | 0  | Italie |   |   |
| --- | ---------- | ----------------------------------- | -- | -- | ------ | - | - |
| Royal King's Park T.C., Perth, Australie |            |                                     |    |    |        |   |   |
| du 19 au 21 décembre 1958 sur gazon (ext.) |            |                                     |    |    |        |   |   |
| \| 1 \| \| Alex Olmedo \| 5 \| 10 \| 6 \| 6 \| \| \| 1 \| \| Nicola Pietrangeli \| 7 \| 8 \| 0 \| 1 \| \| \| 2 \| \| Ham Richardson \| 6 \| 6 \| 7 \| \| \| \| 2 \| \| Orlando Sirola \| 4 \| 2 \| 5 \| \| \| \| 3 \| \| A. Olmedo - H. Richardson \| 7 \| 6 \| 13 \| 7 \| \| \| 3 \| \| Nicola Pietrangeli - Orlando Sirola \| 9 \| 4 \| 11 \| 5 \| \| \| \| \| \| \| \| \| \| \| \| 4 \| \| Barry MacKay \| 6 \| 3 \| 5 \| 8 \| 8 \| \| 4 \| \| Nicola Pietrangeli \| 4 \| 6 \| 7 \| 6 \| 6 \| \| \| \| \| \| \| \| \| \| \| 5 \| \| Alex Olmedo \| 20 \| 6 \| 6 \| \| \| \| 5 \| \| Orlando Sirola \| 18 \| 1 \| 4 \| \| \| \| \| \| \| \| \| \| \| \| |            |                                     |    |    |        |   |   |
| 1 |            | Alex Olmedo                         | 5  | 10 | 6      | 6 |   |
| 1 |            | Nicola Pietrangeli                  | 7  | 8  | 0      | 1 |   |
| 2 |            | Ham Richardson                      | 6  | 6  | 7      |   |   |
| 2 |            | Orlando Sirola                      | 4  | 2  | 5      |   |   |
| 3 |            | A. Olmedo - H. Richardson           | 7  | 6  | 13     | 7 |   |
| 3 |            | Nicola Pietrangeli - Orlando Sirola | 9  | 4  | 11     | 5 |   |
| |            |                                     |    |    |        |   |   |
| 4 |            | Barry MacKay                        | 6  | 3  | 5      | 8 | 8 |
| 4 |            | Nicola Pietrangeli                  | 4  | 6  | 7      | 6 | 6 |
| |            |                                     |    |    |        |   |   |
| 5 |            | Alex Olmedo                         | 20 | 6  | 6      |   |   |
| 5 |            | Orlando Sirola                      | 18 | 1  | 4      |   |   |
| |            |                                     |    |    |        |   |   |

#### Challenge round

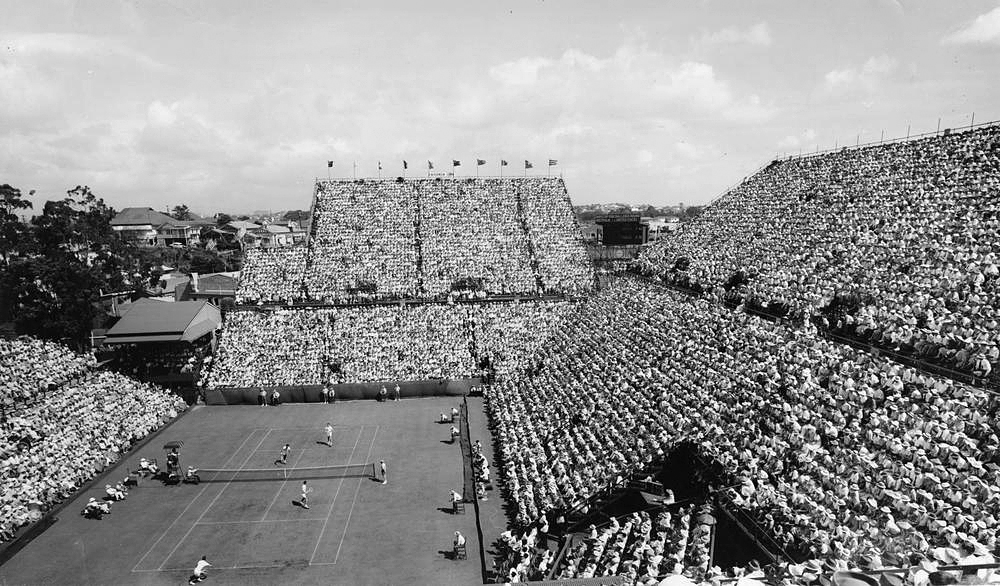
Milton Courts où se déroule la finale entre l'Australie et les États-Unis.

La finale de la Coupe Davis 1958 se joue entre l'Australie et les États-Unis.
| | Australie | 2                               | -  | 3  | États-Unis |   |   |
| --- | --------- | ------------------------------- | -- | -- | ---------- | - | - |
| Milton Courts, Brisbane, Australie |           |                                 |    |    |            |   |   |
| du 29 au 31 décembre 1958 sur gazon (ext.) |           |                                 |    |    |            |   |   |
| \| 1 \| \| Malcolm Anderson \| 6 \| 6 \| 7 \| 6 \| \| \| 1 \| \| Alex Olmedo \| 8 \| 2 \| 9 \| 8 \| \| \| 2 \| \| Ashley Cooper \| 4 \| 6 \| 6 \| 6 \| \| \| 2 \| \| Barry MacKay \| 6 \| 3 \| 2 \| 4 \| \| \| 3 \| \| Malcolm Anderson - Neale Fraser \| 12 \| 6 \| 14 \| 3 \| 5 \| \| 3 \| \| A. Olmedo - H. Richardson \| 10 \| 3 \| 16 \| 6 \| 7 \| \| \| \| \| \| \| \| \| \| \| 4 \| \| Ashley Cooper \| 3 \| 6 \| 4 \| 6 \| \| \| 4 \| \| Alex Olmedo \| 6 \| 4 \| 6 \| 8 \| \| \| \| \| \| \| \| \| \| \| \| 5 \| \| Malcolm Anderson \| 7 \| 13 \| 11 \| \| \| \| 5 \| \| Barry MacKay \| 5 \| 11 \| 9 \| \| \| \| \| \| \| \| \| \| \| \| |           |                                 |    |    |            |   |   |
| 1 |           | Malcolm Anderson                | 6  | 6  | 7          | 6 |   |
| 1 |           | Alex Olmedo                     | 8  | 2  | 9          | 8 |   |
| 2 |           | Ashley Cooper                   | 4  | 6  | 6          | 6 |   |
| 2 |           | Barry MacKay                    | 6  | 3  | 2          | 4 |   |
| 3 |           | Malcolm Anderson - Neale Fraser | 12 | 6  | 14         | 3 | 5 |
| 3 |           | A. Olmedo - H. Richardson       | 10 | 3  | 16         | 6 | 7 |
| |           |                                 |    |    |            |   |   |
| 4 |           | Ashley Cooper                   | 3  | 6  | 4          | 6 |   |
| 4 |           | Alex Olmedo                     | 6  | 4  | 6          | 8 |   |
| |           |                                 |    |    |            |   |   |
| 5 |           | Malcolm Anderson                | 7  | 13 | 11         |   |   |
| 5 |           | Barry MacKay                    | 5  | 11 | 9          |   |   |
| |           |                                 |    |    |            |   |   |